# 咲良菜緒
咲良 菜緒（さくら なお、1997年9月10日 - ）は、日本のアイドル、歌手、タレントであり、女性アイドルグループTEAM SHACHIのメンバー。愛知県出身。

## 略歴
2008年
小5の時にお台場冒険王に家族で行き、そこでスターダストプロモーションにスカウトを受ける。
2009年
オーディションを受け、スターダストプロモーションに所属。初めは、可愛い友達が欲しかった。習い事感覚だった。またこの時は東京にいたため、葵わかならと共にレッスンを受けていた。
2012年 - 2014年
2012年、名古屋を拠点とするチームしゃちほこのメンバーとして芸能にデビューした。（チームしゃちほこは2012年4月7日に名古屋城にて路上デビューした。「2013年6月19日」はチームしゃちほこが「日本先行メジャーデビュー」した日。）
2015年
2015年4月24日に発売された日本ツインテール協会による「ツインテール女子」をテーマに作られた公式写真集『キミ色ツインテール 2』で秋本帆華と他の22人と共にモデルを務めた。
MTVジャパンのハードロック/ヘヴィメタル専門番組『HeadbangersBall』には「番組史上初のアイドル」として出演している。（2015年5月9日に『HeadbangersBall』にセレクタとして登場。）
2015年7月12日、MTVジャパン『HeadbangersBall』にセレクタとして再登場。
2016年
高校を卒業し、大学へ進学
2016年9月公開の映画『クハナ!』に出演。
2018年
3月30日、公式サイトにより肋間神経痛発症を公表。パフォーマンスを一時的に休む。
10月23日、所属のチームしゃちほこがTEAM SHACHIとして新体制へ移行。
2020年
11月、Locipo & GYAO!にて「咲良菜緒のおとものトモ時々ぼたもち」を週1回配信開始。
2021年
8月9日に生誕ソロイベント「NAPPY BIRTHDAY ～トゥエンティーフォーエバー♪～」を神田スクエアホールにて、9月21日に生誕ソロイベント「NAPPY BIRTHDAY ～トゥエンティーフォーリンラブ♡～」をDIAMOND HALLにて開催。
10月7日、咲良菜緒写真集『浪漫咲く』を発売。
2022年
9月10日に生誕ソロイベント「NAPPY RADIO 公開生放送 in東京｣を神田スクエアホールにて、9月21日に「NAPPY RADIO 公開生放送 in名古屋｣をDIAMOND HALLにて開催。

## 人物
- 妹が一人いる。

- 運転免許は取得しているが、ほぼペーパードライバー[4]。

- 私立恵比寿中学の柏木ひなたやアンジュルムの竹内朱莉と親交がある[4]。

- 配信では「アフリカ人」、「バブリー女」、「ドラえもん」など変わった愛称の友人の話をよくする。

- これまでに地球9周分以上の距離、新幹線に乗っている[15]。

- 500円玉を育てている。（放任主義）

### フィジカル
- 視力がとても悪くメガネのレンズが分厚い。コンタクトレンズの度数は-5.75と-5.50[16]で、必ず左からつける[4]。

- チャームポイントは白目[17]。

- 手足ともに右利き[4]。

- 水泳は補講を受けるほど苦手でクロールと平泳ぎのみ可能[4]。

- 中学生の頃から、服のサイズはSサイズ[18]。

### パーソナリティ
- 4匹の犬を飼う愛犬家。

| 名前   | 犬種                 | 性別 | 色       | 生年月日               |
| ラム   | トイプードル         | ♂    | シルバー | 2006年4月30日（19歳）  |
| きなこ | ティーカッププードル | ♀    | シルバー | 2010年12月30日（14歳） |
| ポール | スタンダードプードル | ♂    | シルバー | 2018年9月24日（6歳）   |
| イヴ   | トイプードル         | ♂    | 白       | 2021年12月24日（3歳）  |
| ------ | -------------------- | ---- | -------- | ---------------------- |

- 募金活動をしたいと考えている[4]。

- 自身のWikipediaを編集しようか思案中[4]。

- 座右の銘は、「やりたいことはやる」[4]。

- 嬉し涙の方が多いが、悔し涙が全くないのは良くない事としている[4]。

- 策士である[4]。

- 自他ともに認める夜行性だが、10時間睡眠は人生におけるマスト[4]。

- 幼少期、「練乳ちゃん」という名の白い犬のぬいぐるみを所持していた。名前の由来は「練乳が好きだから」[4]。

- 多人数での行動より、単独行動を好む。高校生の時、友人とディズニーへ行くも途中で帰宅[4]。ほとんどの1人〇〇に苦手を意識を感じず、できないことを探す方が早いくらいであるが、外食の鍋は物理的に不可能[4]。1人旅の願望はあるが、両親に心配されているためまだ出来ていない。理想の旅先は沖縄[4]。しかし、人と関わることは嫌いではなくコミュニケーション能力は高めであり、またファンの顔をよく覚えており、街中でファンに気づくこともある。特典会の合間などにファンの様子を観察して、考察することがある[4]。

- 虫を触るのは好きでは無いが、観察するのは好きでyoutubeで昆虫の動画を見ることもある。また、子供の頃にカブトムシを飼っており、戦わせて遊んでいた[4]。ゴキブリよりもセミが苦手[19]。トンボの飛び方が、飛ぶ方向の予測がつかず謎なので、トンボは嫌い。芋虫のような飛ばない虫は平気なので、釣りの際にゴカイやミミズなどは触ることが出来る。主に虫の顔が嫌い[20]。

- ネットにある診断では、チョロさ度80点を超えており、2人で散歩をしている途中に、急に目隠しをして、そのまま少し歩いた後、「ごめんね、鳥の死骸、見たくないかと思って」と言うと落ちるらしい。チョロい自覚は無い[21]。
- ポケモン診断はナッシー（ピカチュウ）

- 子供の頃から、寝相が悪くベッドから落ちることや上下逆さまになることもあった[18]。

- 朝にフィッシュオイル、鉄分、漢方の粉末とビタミンのタブレット、夜にビタミンC、亜鉛、漢方の粉末とビタミンのタブレットを服用しているが、粉末の薬は苦いためオブラートがないと飲めない。[22]

- 食器用洗剤はJOYを使っている。
- MBTI診断はENTJ(指揮官)である。

### 食べ物
好きな食べ物は和菓子で、一番好きなものは落雁、大福、最中、煎餅、等々多数ある。おにぎりも好物で、なかでも塩派。好きな調味料は塩コショウである。酢豚のパイナップルは好き（フルーツの入っている食べ物は基本全部好き）。カレーの付け合せのおすすめはバナナ。
ゴボウやレンコンや芋類など根菜が好き。
パクチーは嫌いではないが好まない。
スイカには塩をかける。祖父の影響で桃にも塩をかける。メンバーの秋本帆華はトマトに砂糖をかける。お酒は量、頻度ともにあまり飲む方では無いが、日本酒の熱燗が1番美味しいと感じる。
ステージドリンクは水にクエン酸をぶちまけたものを愛飲している。メンバーの大黒柚姫にクエン酸を飲ませた際には梅干しのような顔になった。
秋本帆華と大黒柚姫が頻繁にアイスを食べるので、自身はあまり食べない方だと思っていたが、人並み程度の頻度では食べている。。
昆虫食には肯定的であるが、虫の形を残したまま食すのではなく、見た目を改善すべきと考えている。
理想の最後の晩餐は鰻丼。

### 音楽
サザンオールスターズ、L'Arc～en～Ciel、X JAPAN、LUNA SEA、GLAY、THE YELLOW MONKEY、東京事変、MAN WITH A MISSION、THE ORAL CIGARETTES、Guns N' Roses、Slipknot、Motionless in White、KORN、ロブ・ゾンビ、Red Hot Chili Peppers、BABYMETAL等を愛聴し、また、氣志團やhyde、マキシマムザホルモンと交流がある等、ロックへの造詣が深い。特にX JAPANのhideに対しては、エンターテナーとしても人としても多大なる影響を受けたと公言するほどの大ファンであり、初めて三浦霊園にあるhideの墓を訪れた際には、墓石を前に号泣したエピソードを公式ブログにて報告している。なお、hideが急逝した1998年当時、咲良は生後8ヶ月の為、hideの存在を知ったのは彼の没後である。
本人曰く「hydeさんとhideさん推し、推しを超えて神｣（多神教）。

### ファッション
露出の多くない布が多めの服が好きで、マフラーやストールなども好んでいる。服を選ぶ時は、素材や肌触りなどを気にしている。私服では帽子をよく被っており、30個以上所持しているが、フードのある洋服はあまり着ない。私服の色がシックであり、「地味ーず」と呼ばれることもある。夜、眠る時は名古屋グランパスエイトのユニフォームや肌触りの良いパジャマ（KIDBLUE、TUNICやtsumori chisato SLEEPなど）を好んで着ている。私服よりもパジャマが派手。

## 関連事項
イメージカラーはドラゴンズブルー。TEAM SHACHIが「応援マネジャー」を務めるプロ野球・中日ドラゴンズのチームカラーである。メンバーの大黒柚姫には「チームしゃちほこのエース」と評されている。

## 出演

### テレビドラマ
- 最後の赤紙配達人〜悲劇の召集令状64年目の真実〜（2009年8月10日、TBS）
- LADY〜最後の犯罪プロファイル〜（2011年1月14日、TBS）
- 校則アイドル〜淑女の学園〜（2017年9月3日、MBS） - 神宮寺一花 役（主演）
- 咲-Saki-阿知賀編 episode of side-A 第4局（2017年12月25日、MBS） - 園城寺怜 役[29]
  - 咲-Saki-阿知賀編 episode of side-A 特別編（2018年1月8日） - 園城寺怜役
- つばめ刑事（2019年6月、ひかりTV） - ビール売り子 サヤカ 役[30]
- カフカの東京絶望日記（2019年10月 - 、MBS） - 山城 真帆 役[31]

### 映画
- クハナ!（2016年9月3日公開） - 凪子 役[32][5][33]
- 咲-Saki-阿知賀編 episode of side-A（2018年1月20日） - 園城寺怜 役[29]
- 燃えよ!失敗女子（2019年6月15日、ユナイテッドエンタテインメント） - 順子 役[34][35]

### 舞台
- 「歌謡劇団 女の一生NAGOYA」（2018年6月23日、千種文化小劇場） - スペシャルゲスト

- 五反田タイガー「Casket～深海から見える星～」（2018年9月12日-9月17日、草月ホール） - ペン子 役[37]
- HAPPYDAYS〜28時から29時10分までの2人〜

（2019年10月15日-10月21日、新宿ゴールデン街劇場）- 梢 役
- 信長の野望・大志（2019年11月14日 - 20日、かめありリリオホール） - 弥 役[39]
- 川谷絵音 presents "独特な人” 第五回公演  『影と毒⁺⁺』（2022年9月4日、大手町三井ホール）

### CM・広告
- KONAMI夢色パティシエール「マイスイーツカード」（2010年12月 - ）[2]

### その他
- HeadbangersBall Special：Selected by チームしゃちほこ(咲良菜緒) （2015年5月9日、MTVジャパン）
  - MTV『HeadbangersBall』のセレクターを任された初のアイドル
- HeadbangersBall Special：Selected by チームしゃちほこ(咲良菜緒) Part2（2015年7月12日、MTVジャパン）
- MTV VMAJ 2015 -THE PARTY!!-（「MTV VMAJ 2015」の受賞者が集うスペシャルイベント、2015年11月26日）[40]
- WEB「耳マン」連載（2017年2月 - 2018年9月）[41][42]
- アイドル・シャッフルドラマ選手権（2017年3月12日 - 4月30日、MBS）[43][44]
- 雑誌「Rolling Stone Japan」（2019年 - 、CCCミュージックラボ株式会社） - 「めかくしストリーミング」を連載中[45][46][47]
- Locipo & GYAO!「咲良菜緒のおとものトモ時々ぼたもち」（毎週火曜配信、2020年11月 - 2021年3月、テレビ愛知）[12]
- ラジオ日本「60TRY部」
  - 2021年9月7日・8日・9日 - 咲良菜緒の箱番組『シャチTRY部』放送
  - 2022年3月15日 - スペシャルパーソナリティー
- しおこうじ玉井詩織×坂崎幸之助のお台場フォーク村NEXT 第127夜（2021年12月14日、フジテレビNEXT）
- Music 水曜TheNIGHT（2022年3月9日深夜、ABEMA SPECIAL） - 坂本遥奈と出演
- FASHIONSNAP.COM（2022年3月22日）[48]

## 書籍

### 写真集
- キミ色ツインテール 2（2015年4月24日、宝島社）（日本ツインテール協会による「ツインテール女子」をテーマにした公式写真集）[8]
- IDOL AND READ 010（2017年3月29日、シンコーミュージック） - 表紙[49]
- ヘドバン vol.22（2019年4月24日、シンコーミュージック）[50]
- TEAM SHACHIアートブックコレクション Vol.4 浪漫咲く 咲良菜緒（2021年10月7日、小学館） - 撮影：MARCO[51][52]、オリコン週間BOOKランキング5位（写真集）[53]
  - 雑誌 ビッグコミックスピリッツ（2021年10月18日、小学館） - フレッシュグラビア

## 関連人物
- 秋本帆華
- 大黒柚姫
- 坂本遥奈